# ديانا هشام
ديانا هشام 
ممثلة مصرية، ولدت في (1 يوليو 1996).
درست في المعهد العالي للفنون المسرحية، بدأت مشوارها الفني في مسلسل الحساب يجمع 2017 . ثم شاركت في عدة أعمال أخرى.

## اعمالها

### عام 2017
- مسلسل الحساب يجمع بدور هانا
- مسلسل ولاد تسعة

مسلسل حب عمرى في دور داليا

### عام 2018
- مسلسل أبو العروسة بدور مريم
- مسلسل بالحجم العائلي بدور رانيا
- فيلم عطل فني
- مسلسل كأنه امبارح بدور اروي

### عام 2021
- ورا كل باب ج 2
- مسلسل مين قال 2022

### عام 2023
- ليل أم البنات

## بدايتها المهنية في التمثيل
بدات ديانا مشوارها الفني  في التمثيل في عام 2017 حيث شاركت في مسلسل الحساب يجمع بدور هانا مع مجموعة رائعة من النجوم (يسرا، محمود عبد المغني، كريم  فهمي، ايمان العاصي، بوسي، ندى موسى) وتم عرضه في 27 مايو 201 , وكان هذا العمل من تأليف محمد رجاء واياد عبد المجيد، واخراج هاني خليفة.
وفي نفس العام شاركت في مسلسل ولاد تسعة مع النجم خالد سليم وبيومي فؤاد والنجمة نيكول سابا وسهر الصايغ، وهذ العمل من ارخراج احمد شفيق، وتأليف فداء الشندويلي.
وفي عام 2018 شاركت في مسلسل أبو العروسة بدور مريم مع النجمة الكبيرة سوسن بدر ونيرمين الفقي والنجم سيد رجب وخالد صالح، ومجموعة لامعة من النجوم الشباب، وشاركت ايضاً في مسلسل بالحجم العائلى بدور رانيا مع النجم الكبير يحيي الفخراني ومجموعة كبيرة من الممثلين، كما قدمت أو فيلم لها في (عطل فني) وحالياً هي مشاركة في مسلسل كأنه امبارح مع النجمة الجميلة رانيا يوسف والنجم أحمد وفيق ومحمد الشرنوبي وهدى المفتي وخالد أنور.

### دورها في المسلسل النجاح أبو العروسة
قامت الفنانة الجميلة ديانا بدور مريم في مسلسل أبو العروسة حيث كات فتاة جامعية تدرس علم النفس بالخارج، وسوف تعود في أولى حلقات المسلسل للقاهرة لعمل بحث، وسيكون والديها في المسلسل النجم مدحت صالح والنجمة نيرمين الفقي، وهم غير مستقرين في علاقتهم الزوجية ويواجهون مشاكل كثيرة، وكلا منهم يريد الانفصال ولكنهم منتظرين حتى يطمنوا على ابنتهم الوحيدة مريم، وسوف تقع في حب اكرم وسوف يجسد هذه الشخصية النجم محمد عادل.

### دورها في مسلسلها الجديد كأنه امبارح
تقوم الفنانة الشابة ديانا بدور فتاة تعشق السهر والشرب دائماً، وسوف تحب مروان ويكون ابن النجمة رانيا يوسف والنجم احمد وفيف، وهما اصدقاء والدها وولدتها، ولكنه لا يحبها ويحب الفتاة التي تعمل بمنزلها بيبي سيتر لاخوها